# مقاطعة هوجمان (كانساس)
مقاطعة هوجمان (بالإنجليزية: Hodgeman County)‏ هي إحدى المقاطعات في ولاية كانساس، الولايات المتحدة الأمريكية.